# جک دودز
جک دودز (انگلیسی: Jack Dodds؛ 1885 – ۱۹۴۰ (۵۴−۵۵ سال)) بازیکن فوتبال بود.
از باشگاه‌هایی که در آن بازی کرده‌است می‌توان به باشگاه فوتبال اولدهام اتلتیک، باشگاه فوتبال دارلینگتون، باشگاه فوتبال مرثر تاون، باشگاه فوتبال هارت آف میدلوتیان، باشگاه فوتبال استالی‌بریج سلتیک، و باشگاه فوتبال نیوکاسل یونایتد اشاره کرد.